# Evelina (sång)
Evelina är en sång framförd och skriven av Peter LeMarc 1991. Den finns med på studioalbumet Sången dom spelar när filmen är slut (1991). 

Låten var en av de sista som skrevs för albumet. LeMarc erinrar följande i sin självbiografi 100 sånger & sanningen bakom dem (2009): "Restaurangfolk och musikanter är i mångt och mycket av samma slag. 'Put on a great show', räkna kassan och gå hem. Texten utspelar sig på krogen, just efter att sista beställning har tagits. Servitrisen påminner om någon ur det förflutna [...] En melankolisk saknad." 
Låten spelades in i maj 1991 och utkom på albumet Sången dom spelar när filmen är slut i augusti samma år. Den spelades även in för albumet Sjutton sånger – LeMarc sjunger LeMarc 2005, i en mer avskalad version. 

## Listplaceringar
| Lista   | Topplacering |
| ------- | ------------ |
| Sverige | Ej placerad  |

### Fotnoter
1. ↑  ”Biografi, Peter Lemarc”. http://www.lemarc.se/biografi/. Läst 29 januari 2021.
2. ↑  https://smdb.kb.se/catalog/id/001481164
3. ↑  LeMarc, Peter; Mårtensson, Henrik (Ackordanalyser) (2009). 100 sånger & sanningen bakom dem. Stockholm: Norstedts. sid. 75-87. Libris 11377400. ISBN 9789113022130
4. ↑  http://www.swedishcharts.com/search.asp?search=peter+lemarc&cat=s